# El Bañuelo
El Bañuelo és un edifici, declarat Bé d'Interès Cultural, situat en la Carrera del Darro, en Granada, comunitat autònoma d'Andalusia, Espanya, que conté un ḥammān o bany àrab, d'època zírida, segle xi.
En la Granada musulmana, aquest edifici era el ḥammān del barri de Rabad Haxarris (o dels Axares), conegut com a ḥammān al-Ŷawza o 'bany del nogal'. En altres èpoques va ser també conegut com a Bany de Palacios i Bany de la Porta de Guadix. Està situat al costat del riu Darro, enfront del Pont del Cadí. S'accedeix a ell a través d'un petit pati amb safareig. La sala principal. disposa d'arcuació en tres dels seus costats, amb arcs de ferradura. Les columnes sobre les quals descarreguen els arcs, tenen capitells romans, visigots i califals, reutilitzats d'edificis més antics derruïts. En un gravat de G. Prangey, de 1837, apareix enmig d'aquesta sala una gran safareig. L'edifici compta, a més, amb altres dues sales cobertes, una immediata a l'accés, i una altra anàloga, darrere de la principal, seguint l'esquema típic d'aigües de les termes romanes (freda-temperada-calenta).
Al fons de l'edifici existeix una sala, avui sense coberta, que va contenir, en el seu moment, les calderes. Totes les sales tenen claraboies octogonals o en forma d'estel.

Interiors de El Bañuelo
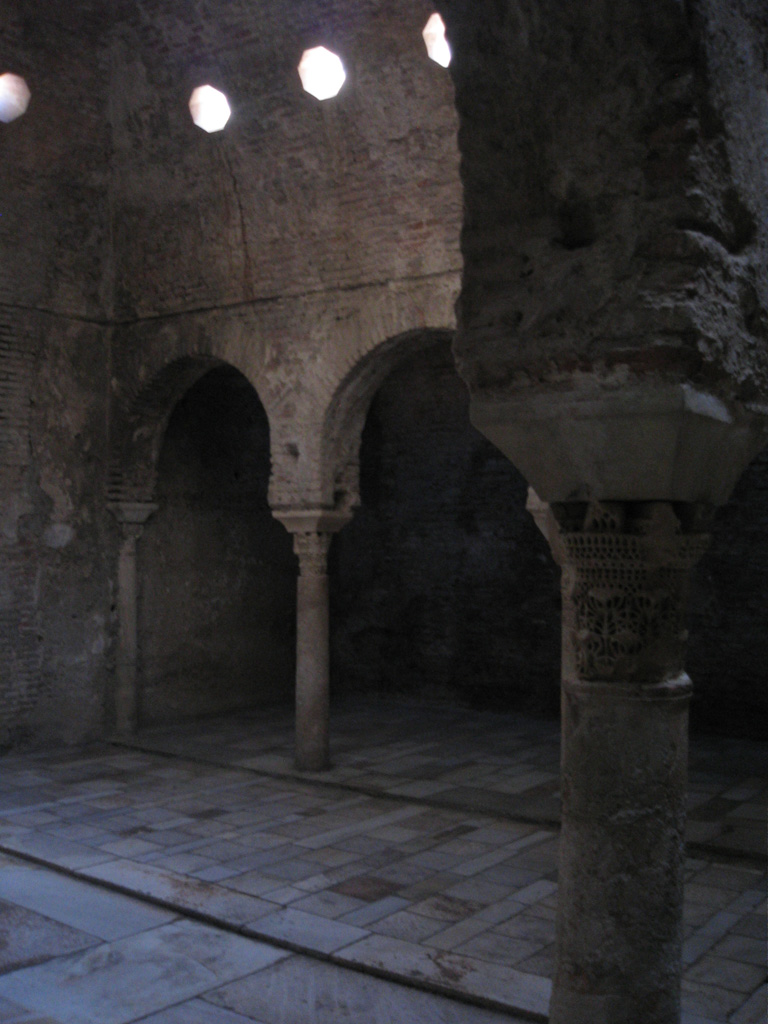
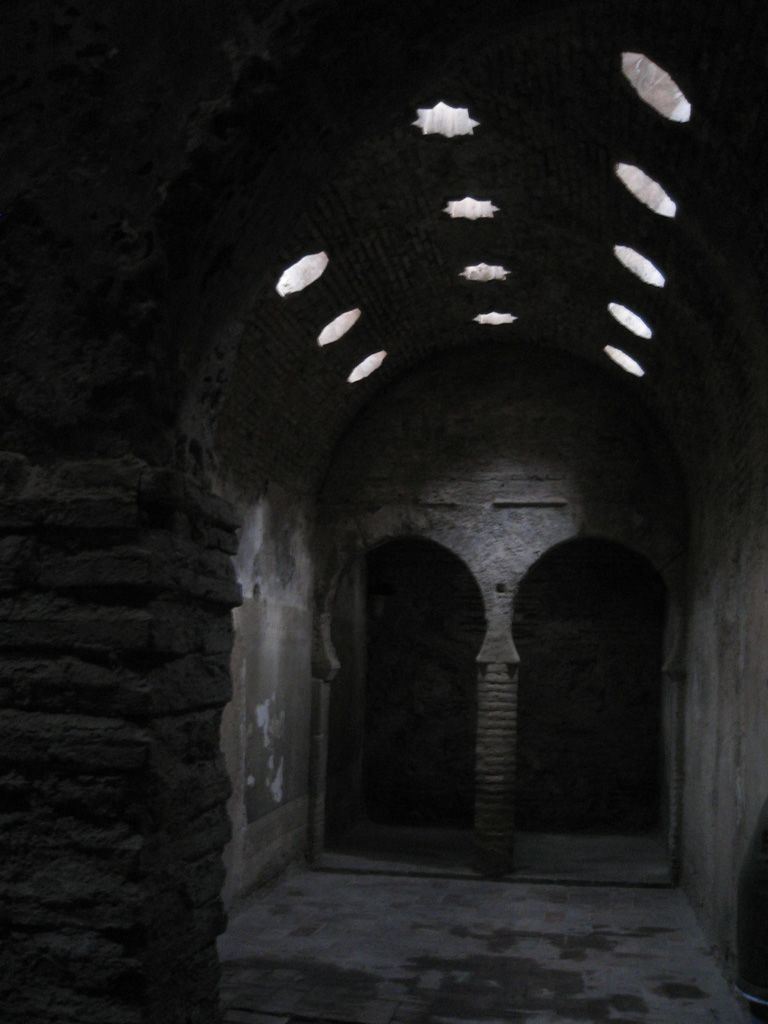